# Gerardo Moreno
Gerardo Moreno Cruz (n. 29 de noviembre de 1993. Tampico, Tamaulipas) es un futbolista mexicano que juega como centrocampista para Correcaminos de la UAT de la Liga de Expansión MX.

## Trayectoria

### CF Monterrey
Tras formar parte del equipo sub-20 de la escuadra regiomontana, debuta con el primer equipo el 3 de julio de 2012.
En 2015 pasa al Correcaminos UAT del Ascenso Mx teniendo un fugaz pero buen paso por el equipo.
En junio de 2016 se anuncia su traspaso al equipo de su ciudad natal el Tampico Madero de la Liga de Ascenso Mx.

## Clubes
| Club                   | País   | Año           |
| ---------------------- | ------ | ------------- |
| CF Monterrey           | México | 2012 - 2015   |
| Correcaminos UAT       | México | 2015-2016     |
| Tampico Madero         | México | 2016-2017     |
| Cimarrones de Sonora   | México | 2017-2020     |
| Pumas UNAM             | México | 2020-2021     |
| Pumas Tabasco          | México | 2022          |
| Correcaminos de la UAT | México | 2022-Presente |